# Pothyne siporensis
Pothyne siporensis là một loài bọ cánh cứng trong họ Cerambycidae.